# 2004년 전미 비평가 협회상
제39회 전미 비평가 협회상은 2004년 최고의 영화를 기리기 위해 2005년 1월에 열린 시상식이다. 뉴욕, Sardi's Restaurant에서 개최되었다.

## 수상 및 후보

### 작품상
- 밀리언 달러 베이비 수상

### 감독상
- 영웅 - 장이머우 수상
- 연인 - 장이머우 수상

### 여우주연상
- 밀리언 달러 베이비 - 힐러리 스웽크 수상
- 베라 드레이크 - 이멜다 스턴톤 수상

### 남우주연상
- 레이 - 제이미 폭스 수상

### 여우조연상
- 사이드웨이 - 버지니아 매드슨 수상

### 남우조연상
- 사이드웨이 - 토마스 헤이든 처치 수상

### 각본상
- 사이드웨이 - 알렉산더 페인 수상

### 촬영상
- 연인 - 자오 샤오딩 수상

### 외국어영화상
- 물라데 수상

### 다큐멘터리상
- 타네이션 수상